# Konstanty Ludwik Makomaski
Konstanty Ludwik Makomaski (ur. 1894 w Warszawie, zm. 20 czerwca 1969 w Łodzi) – sędzia.

## Życiorys
Urodził się w 1894 r. w Warszawie. Wieloletni sędzia sądów w Warszawie i w Łodzi. Prezes Sądu wojewódzkiego. Za swą działalność zawodową odznaczony m.in. Krzyżem Kawalerskim Orderu Odrodzenia Polski i Złotym Krzyżem Zasługi.
Zmarł w Łodzi, pochowany na cmentarzu przy ul. Ogrodowej.